# Rellotge de torre

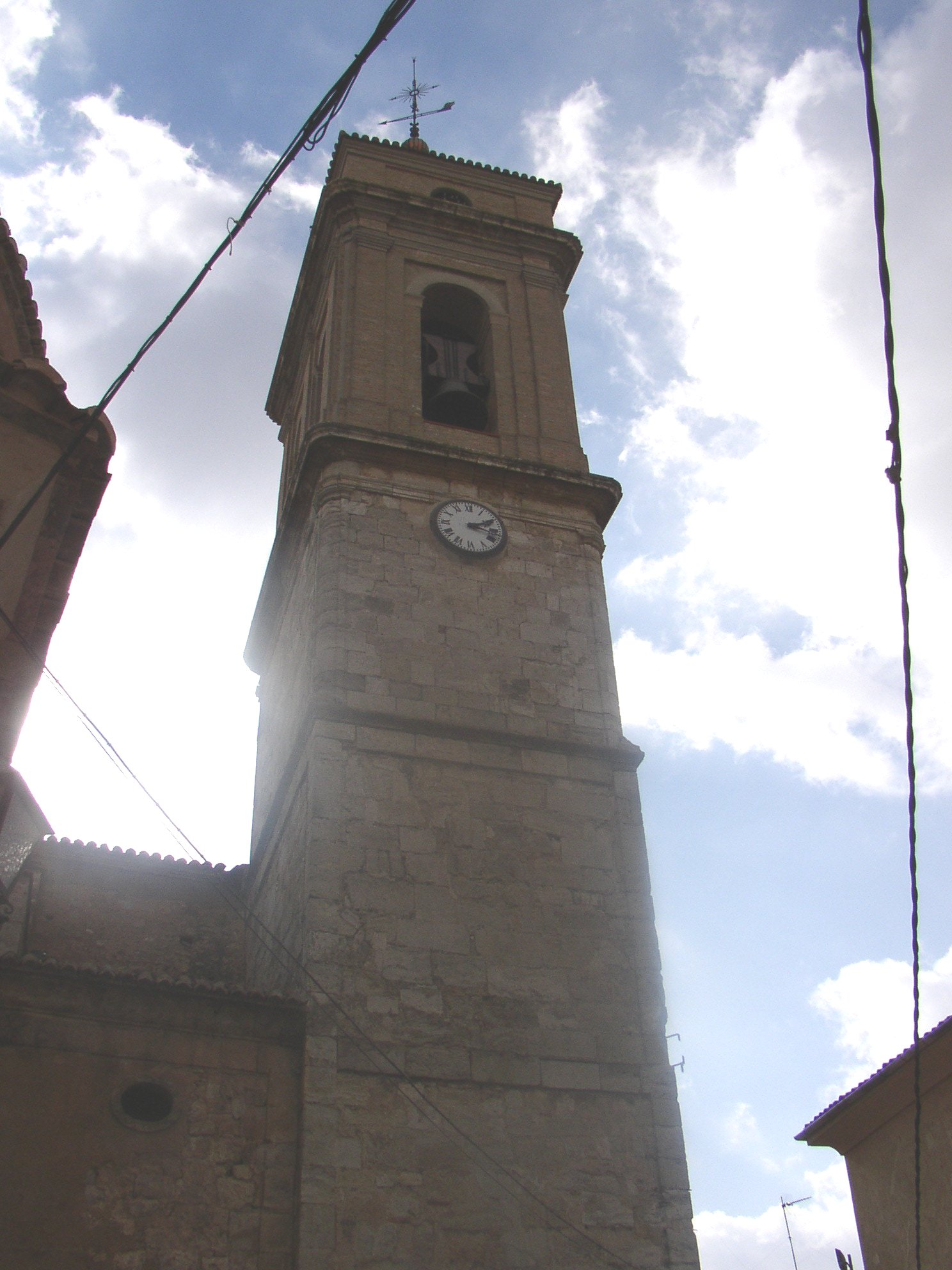
Rellotge de la torre de l'església del Salvador de Requena (a la comarca de la Plana d'Utiel)

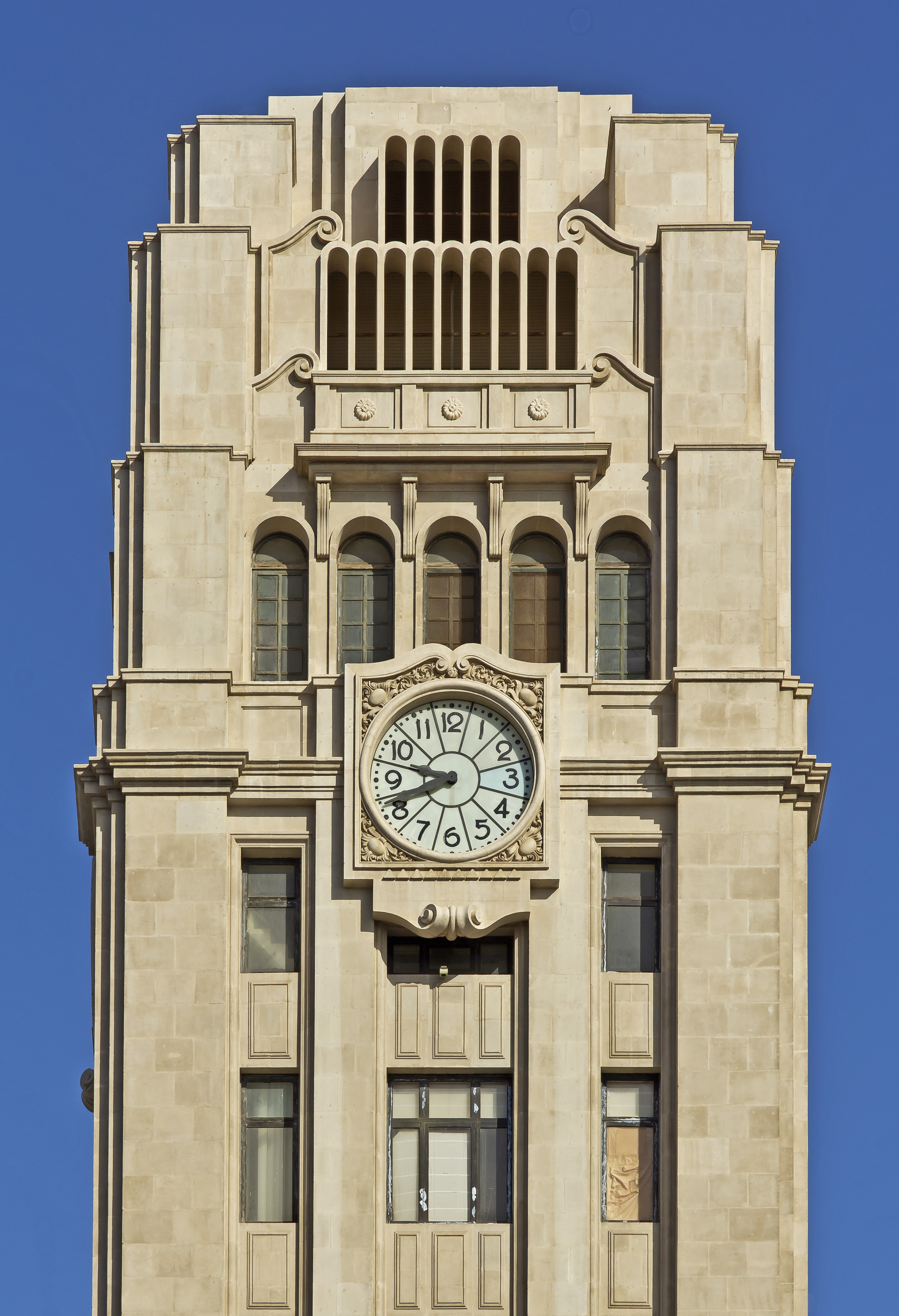
Rellotge de torre de Palacio Insular de Tenerife.

Un rellotge de torre és un rellotge fabricat especialment per estar a la façana d'una torre. És un tipus de rellotge que té integrat un sistema de soneria que avisa de l'hora; generalment, a cada torre s'hi col·loca més d'un rellotge i solen ser de quatre esferes.

## Història
Els primers rellotges mecànics van ser els rellotges de torre. Aquests eren admirats des de l'antiguitat gràcies a la seva estètica.
Cal ressaltar que la majoria de la població no tenia rellotges fins a mitjans del segle xx. Així doncs, els rellotges de torre complien la funció informativa de l'hora. Per tant, la seva ubicació estava situada als centres i llocs de gran trànsit urbà, que a alçada elevada, permetien de sentir les campanades de les hores des de qualsevol indret de la ciutat o poble.
Una de les torres de rellotge més antigues a occident va ser la Torre dels Vents a Atenes en la qual es pot veure en cadascuna de les cares de la planta octogonal un rellotge de sol.